# Ariel Hukporti
Ariel Washington Hukporti (Stralsund, 12 de abril de 2002) é um jogador alemão-togolês de basquete profissional que atualmente joga no New York Knicks da National Basketball Association (NBA).
Ele jogou basquete profissional pelo Riesen Ludwigsburg da Liga Alemã, pelo Nevėžis da Liga Lituana e pelo Melbourne United da NBL. Ele foi selecionado pelo Dallas Mavericks como a 58º escolha geral no draft da NBA de 2024. No mesmo dia, ele foi trocado para os Knicks.

## Início da vida e carreira na juventude
Hukporti nasceu em Stralsund, Alemanha, filho de pais togoleses, e foi criado por sua mãe solteira. Ele cresceu jogando futebol como defensor. Com 1,80 m aos nove anos, ele começou a jogar basquete aos 11 anos, em parte devido à sua altura. Iniciou sua carreira na liga sub-16 da Alemanha, com o Freiburg. Após uma temporada, Hukporti recebeu ofertas de clubes renomados como Bayern de Munique e Brose Bamberg. Ele decidiu continuar sua carreira no Riesen Ludwigsburg.
Em dezembro de 2018, no Adidas Next Generation Tournament Sub-18 em Valência, Hukporti teve médias de 18 pontos, 15,2 rebotes e 2,5 roubos de bola pelo Porsche Ludwigsburg, enquanto liderava o evento em bloqueios (1,8 por jogo). Ele ajudou sua equipe a conquistar o quarto lugar e foi nomeado para a equipe do torneio. Em 2019, Hukporti ganhou o Prêmio de Novato do Ano na Nachwuchs Basketball Bundesliga (NBBL), a liga Sub-19 da Alemanha.
Ele jogou pelo Porsche Ludwigsburg no ANGT Munich Sub-18 em fevereiro de 2020, mas não voltou a jogar após sofrer uma lesão no pé no seu segundo jogo. Hukporti foi nomeado MVP da NBBL na temporada de 2019–20 após ter médias de 16,9 pontos e 9,4 rebotes pelo Porsche Ludwigsburg.

## Carreira profissional

### Riesen Ludwigsburgo (2018–2020)
Em 12 de dezembro de 2018, Hukporti fez sua estreia profissional pelo Riesen Ludwigsburg, marcando quatro pontos em um minuto na derrota por 88–76 contra o Banvit na Basketball Champions League. Em 13 de janeiro de 2019, ele fez sua estreia na Basketball Bundesliga (BBL) contra o Bayreuth. Em 11 de junho de 2020, ele alcançou sua maior pontuação na carreira com 10 pontos, além de três rebotes e dois bloqueios, em uma vitória por 103–74 contra o Brose Bamberg na fase preliminar do Torneio Final da BBL de 2020. Na temporada de 2019–20, Hukporti teve médias de três pontos e 2,3 rebotes em 7,9 minutos.

### Nevėžis Kėdainiai (2020–2021)
Em 3 de julho de 2020, Hukporti assinou contrato com o Nevėžis da Liga Lituana (LKL). Em 21 jogos, ele teve médias de 10,4 pontos e 7,4 rebotes.

### Melbourne United (2021–2024)
Em 28 de julho de 2021, Hukporti assinou como Next Star com o Melbourne United da NBL. Em sua primeira temporada, ele jogou em 30 jogos e teve médias de 6,7 pontos e 3,7 rebotes.
Durante a pré-temporada de 2022, Hukporti rompeu o tendão de Aquiles e foi descartado para toda a temporada de 2022–23.
Em 31 de março de 2023, Hukporti se comprometeu novamente com o Melbourne United para a temporada de 2023–24 da NBL. Nessa temporada, ele jogou em 36 jogos e teve médias de 7,9 pontos e 7,1 rebotes.

### Retorno ao Riesen Ludwigsburg (2024)
Em 1º de abril de 2024, Hukporti assinou contrato com o Riesen Ludwigsburg para o restante da temporada de 2023–24 da Basketball Bundesliga.

### New York Knicks (2024–presente)
Em 27 de junho de 2024, Hukporti foi selecionado pelo Dallas Mavericks como a 58ª escolha geral no draft da NBA de 2024, a última escolha do draft. No mesmo dia, os direitos de draft de Hukporti foram trocados para o New York Knicks em troca pelos direitos de Melvin Ajinça. Em 8 de julho de 2024, ele assinou um contrato de duas vias com os Knicks.
Em 22 de outubro de 2024, Hukporti fez sua estreia na NBA, em uma derrota por 132-109 para o Boston Celtics. Em 4 de novembro de 2024, Hukporti assinou um contrato padrão de 2 anos com os Knicks.

## Carreira na seleção
Hukporti representou a Alemanha no EuroBasket Sub-16 de 2017 em Podgoritza, Montenegro onde teve médias de 5,4 pontos, 8,9 rebotes e 1,4 bloqueios, ajudando sua equipe a terminar em 13º lugar. Em abril de 2018, ele conquistou a medalha de ouro com a Alemanha no Torneio Albert Schweitzer. Mais tarde, naquele ano, no EuroBasket Sub-16 em Novi Sad, Sérvia, Hukporti teve médias de 9,6 pontos e 5,9 rebotes, levando sua equipe ao nono lugar. Em 2019, no EuroBasket Sub-18 em Volos, Grécia, ele registrou médias de 10,1 pontos, 6,4 rebotes e 1,6 bloqueios, enquanto sua equipe terminou em 11º lugar.

## Links externos
- Perfil NBL